# Осада Гронингена
Осада Гронингена — неудачная осада голландского города Гронинген в 1672 году в рамках Голландской войны войсками Мюнстера. Это поражение лишило мюнстерцев надежды на продвижение вглубь Нидерландов. Армия Мюнстера была настолько ослаблена поражением, что голландская армия успешно отвоевала большую часть земли, которая была захвачена противником несколько недель раньше. Гронинген празднует свою победу каждый год 28 августа.

## Предыстория

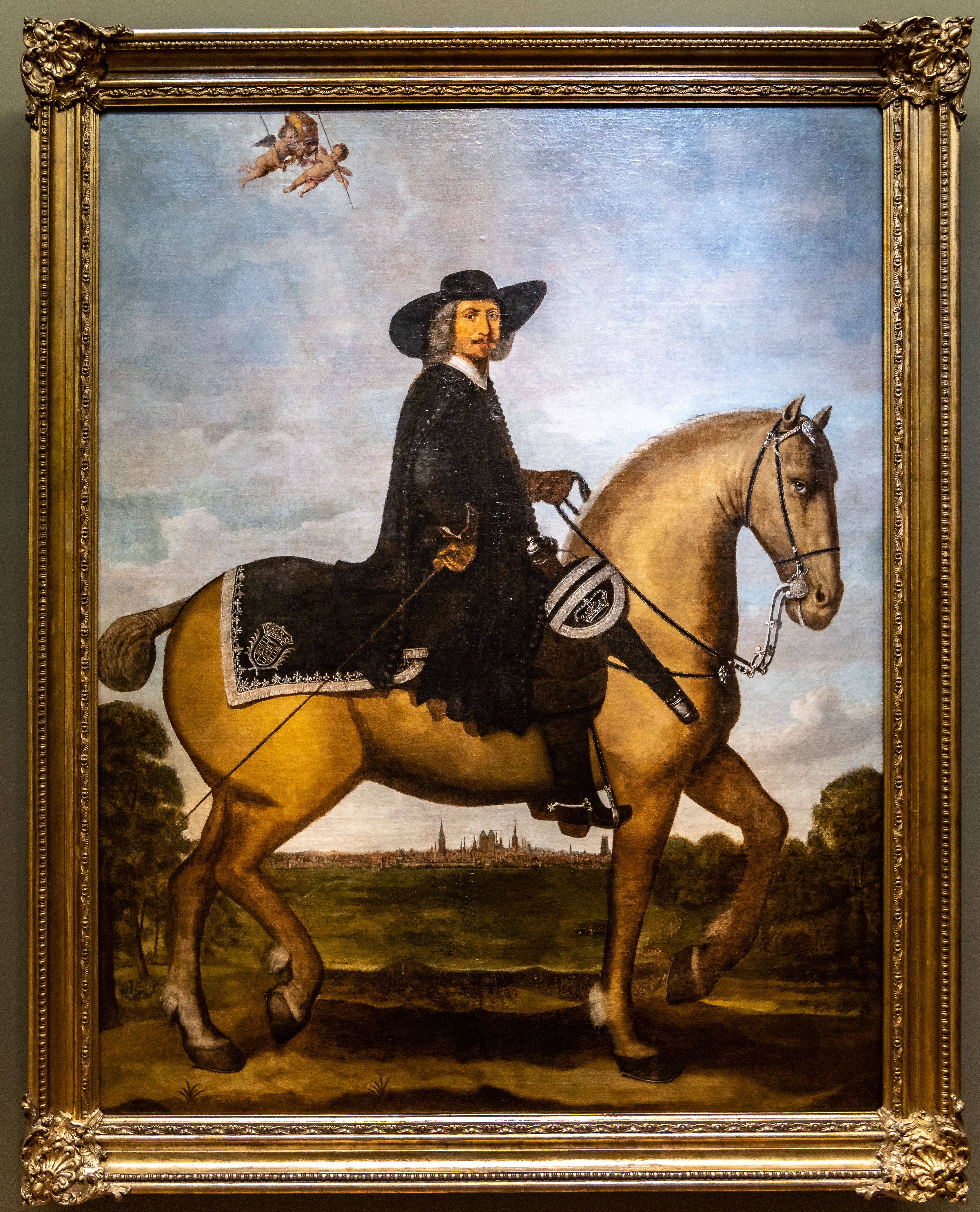
Бернгард фон Гален (1606—1678)

Молодая Голландская республика в 1672 году подверглась нападению со стороны своих противников в Голландской войне. Английский король Карл II напал на голландский флот, а Людовик XIV с большим войском вторгся в страну. В этих условиях принц-епископ Мюнстера Бернгард фон Гален решил реализовать свои претензии на Гронинген и прилегающие территории.
Войска Галена ещё в 1665 году вторглись в приграничные голландские земли. В селах Вальхум, Дерсум и Хеде были размещены мюнстерские войска. Гален знал о типичной голландской тактике затопления территорий при приближении противника и попытался закрепиться на нескольких холмах. Однако местное ополчение помешало этому, и после короткого боя мюнстерцы были вынуждены отступать по пояс в болоте. Победе голландцев помогло и то, что пастор Виллем Мартенс играл на своей трубе голландский гимн Het Wilhelmus так громко, что мюнстерцы подумали, что окружены целым полком голландских войск.

## Марш к Гронингену
В 1672 году Твенте, Салланд и большая часть Оверэйсела уже была занята войсками союзниками. 7 июля мюнстерские войска осадили Куворден. После нескольких дней сопротивления город сдался, после чего солдаты двинулись к крепости Буртань. Её обороной руководил капитан Бернард Йохан Протт. 11 июля командующий мюнстерской армией Генрих Мартель от имени епископа призвал форт сдаться. Капитан Протт и его солдаты отказались. Тогда Мартель обещал Протту и его офицерам 200 000 гульденов — этого было достаточно, чтобы купить дворянскую усадьбу в Вестфалии. Протт все равно отказался. После нескольких дней бомбардировки форта Гален принял решение отвести войска.

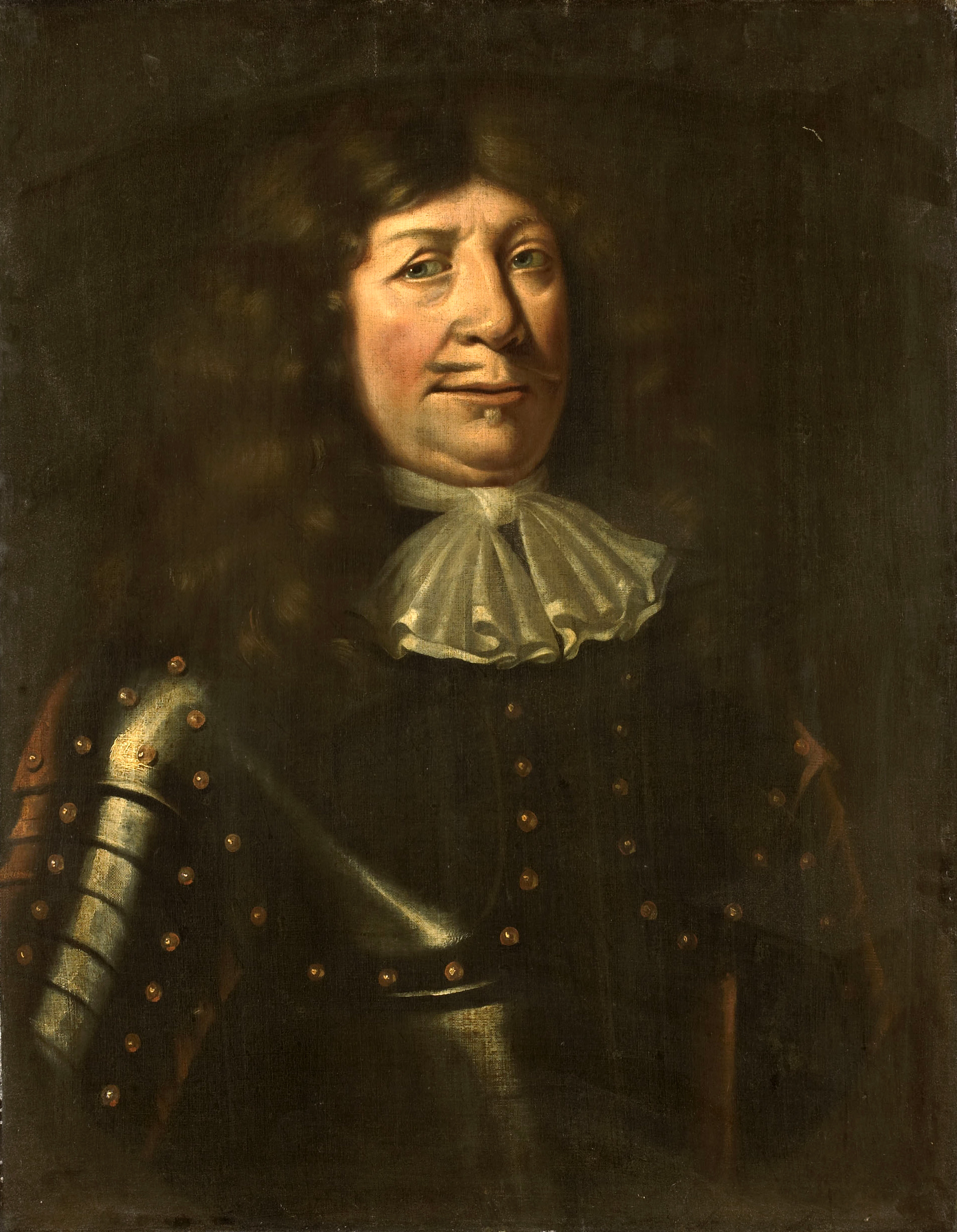
Карл фон Рабенгаупт

Руководство провинции Дренте тем временем нашло убежище в Гронингене. Дроста Дренте, ван Бернзау, однако, среди них не было. Он тайно перешел на сторону Галена и бежал в Кампен. Новым дростом был назначен Карл фон Рабенгаупт, получивший задание защитить Гронинген. Для затруднения подхода неприятеля голландцы затопили окрестности города.

## Осада

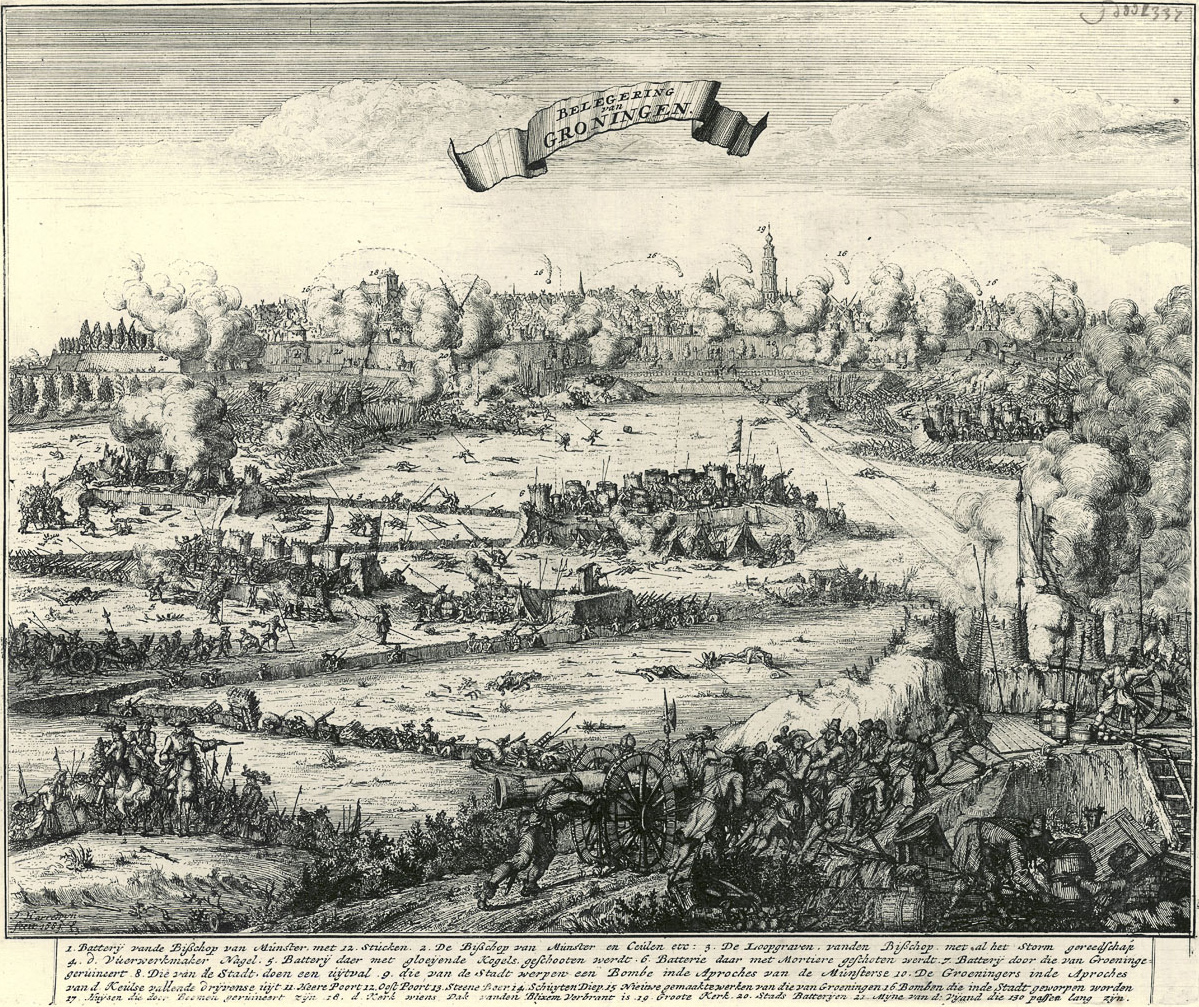
Осада Гронигена

Войска Галена начали осаду Гронингена 21 июля. Осаждающие встретили ожесточенное сопротивление со стороны гарнизона и горожан. В ополчение вступили многочисленные беженцы, покинувшие разграбленные захватчиками деревни.
Гален так и не смог перекрыть поставки ресурсов в город. Он подошел к городу с юга, а с северной стороны никаких препятствий для подвоза продовольствия не было создано. Между тем в 1594 году город пал именно из-за прекращения поставок. Бомбардировка города велась лишь с южной стороны, до северной части ядра не долетали. Наконец, важным фактором при принятии решения о продолжении осады стало известие о том, что союзник Галена, Максимилиан-Генрих Баварский, курфюрст и архиепископ Кёльна, потерпел поражение у деревни Хиенхюйс и нуждался в помощи.
В итоге 28 августа Гален был вынужден снять осаду, оставив в кровопролитных боях не менее половины своей 24-тысячной армии. 29 декабря крепость Куворден также вернулась в руки голландцев.